# Világszám!
A Világszám! – Dodó és Naftalin 2004-ben készült magyar filmvígjáték-dráma, Koltai Róbert rendezésében. A humorral dúsított lírai történet egy bohóc testvérpár sorsát mutatja be 1903-tól az 50-es éveken át egészen 1973-ig. A film jeleneteit többek között Budapesten, Szatmárnémetiben, Nyíregyházán, Piliscséven, Kesztölcön és Lepsényben forgatták.

## Történet
Slomónak, a bohócnak 1900-ban ikrei születnek Dodó és Naftalin. A két fiú később szintén bohócként lép fel a cirkuszban. 1953-ban egy előadáson Naftalin tönkreteszi Rákosi Mátyás óráját. Mégis testvére Dodó kerül börtönbe, mert elsütött egy politikai viccet ezzel kapcsolatban. Naftalin ezután egy vidéki színházhoz kerül kellékesnek, ahol be kell ugrania Bagó szerepébe a János vitézben, aminek a premierje pont 1956. október 23-ra esik. Az előadás közben meg egy rosszul kimondott szöveg miatt belekeveredik a forradalomba. Ezt kihasználva sikerül kiszabadítania testvérét. Mivel Naftalint üldözni kezdi a hatóság, Dodó meg szerelméhez akar kijutni Bécsbe, éppen ezért mindkettőjüknek el kell dönteni, hogy mennek, vagy maradnak.

## Szereplők
- Gáspár Sándor – Dodó (Margóchy Dénes)
- Koltai Róbert – Naftalin (Margóchy Géza)
- Tóth Orsolya – Pipitér
- Györgyi Anna – Lizi
- Bodrogi Gyula – Slomo, a bohóc
- Molnár Xénia – Naftalin barátnője
- Kulka János – Charlie
- Jiří Menzel (hangja: Jordán Tamás) – színházigazgató
- Bács Ferenc – karnagy
- Iglódi István – főrendező
- Nyári Zoltán – színész
- Ullmann Mónika – Tarnai Ancsa
- Elek Ferenc – Ottó
- Tordy Géza – Zoli
- Scherer Péter – Szederkény
- Trill Zsolt – Sándor
- Lőrincz Ágnes – súgó
- Nyári Zoltán – színész
- Pelsőczy Réka – színésznő
- Mucsi Zoltán – cigány
- Jónás Judit – cigány nő
- Baradlay Viktor – Dodó 13 évesen
- Novák Kristóf – Naftalin 13 évesen
- Lorena Santana-Somogyi – cigánylány
- Bezerédi Zoltán – műsorközlő
- Győrffy András – zárkatárs
- Fazekas István – börtönigazgató
- Koltai Dániel – Naftalin 2 évesen
- Spindler Béla – porondmester
- Trokán Péter – ÁVH alezredes
- Beczák István – Rákosi Mátyás
- Bárány Frigyes – vendég a presszóban
- Dés László – zongorista
- Hajdú István (Steve) – forradalmár
- Lugosi György – forradalmár
- Besenczi Árpád – börtönőr
- ifj. Jászai László – férfi a teherautón
- Sebestyén Aba – Jancsi
- Kertész Péter – bíró hangja
- Szabados Mihály
- Szabados Zoltán
- Czirják Csilla
- Dénes Viktor
- Joanna Gliguta
- Kovács Éva
- Straub Dezső
- Beregi Péter
- Heller Tamás
- Dengyel Iván
- Zákány Mihály
- Schramek Géza
- Vizy György
- Dembrovszki István

## Érdekességek
- Koltai Róbert eredeti elképzelésében a történet szereplői egypetéjű ikrek lettek volna, és mindkét személyt ő játszotta volna, de mivel a film leginkább róla, meg a speciális effektekről szólt volna, így döntött a kétpetéjű ikres változatnál.
- Koltai Róbert Pipitér szerepére eredetileg Gáspár Sándor lányát, Gáspár Katát képzelte el, azonban a rossz tanulmányi eredményei miatt az apja nem engedte meg.

## Nézettség
A nézettségi adatok szerint 101 627 jegyet adtak el rá.